# 선공감
선공감(繕工監)은 조선 시대에 토목(土木)과 영선(營繕)에 관한 일을 맡았던 기관으로, 공조에 속하는 기관이었다. 오늘날 국토교통부와 비슷한 업무를 수행하였다.

## 연혁
고려시대 목종 대에 장작감으로 두었던것을 충렬왕대에 선공감으로 고쳤다.

조선시대에는 1392년(태조 원년)에 서부 여경방에 설치하였다. 주부의 관장 하에 분장으로서 탄색(炭色),삭색(索色), 공작색(工作色)이 있었고, 봉사의 관장 하에 분장으로서 철물색(鐵物色),환하색(還下色),죽색(竹色)이 있었고, 다른 1원의 관장 하에 분장으로서 재목색(材木色),장목색(長木色),압도색(鴨島色)이 있었다. <경국대전>에는 정3품아문이나 <대전회통>에는 종3품아문으로 옮겼다. 그 후 1894년(고종 31년)에 폐지하였다.

## 구성
<경국대전 기준>
| 품계       | 관직           | 관직           | 정원 | 비고                |
| 정1품      |                |                |      |                     |
| 종1품      | 제조(提調)     | 제조(提調)     | 2명  | 1명은 호조판서 겸직 |
| 정2품      | 제조(提調)     | 제조(提調)     | 2명  | 1명은 호조판서 겸직 |
| 종2품      | 제조(提調)     | 제조(提調)     | 2명  | 1명은 호조판서 겸직 |
| 정3품 당상 | 제조(提調)     | 제조(提調)     | 2명  | 1명은 호조판서 겸직 |
| 정3품 당하 | 정(正)         | 정(正)         | 1명  |                     |
| 종3품      | 부정(副正)     | 부정(副正)     | 1명  |                     |
| 정4품      |                |                |      |                     |
| 종4품      | 첨정(僉正)     | 첨정(僉正)     | 1명  |                     |
| 정5품      |                |                |      |                     |
| 종5품      | 판관(判官)     | 판관(判官)     | 1명  |                     |
| 정6품      |                |                |      |                     |
| 종6품      | 주부(主簿)     | 주부(主簿)     | 1명  |                     |
| 정7품      |                |                |      |                     |
| 종7품      | 직장(直長)     | 직장(直長)     | 1명  |                     |
| 정8품      |                |                |      |                     |
| 종8품      | 봉사(奉事)     | 봉사(奉事)     | 1명  |                     |
| 정9품      | 부봉사(副奉事) | 부봉사(副奉事) | 1명  |                     |
| 종9품      | 참봉(參奉)     | 참봉(參奉)     | 1명  |                     |

<속대전,대전회통 기준>
| 품계       | 관직                              | 관직                              | 정원 | 비고                |
| 정1품      |                                   |                                   |      |                     |
| 종1품      | 제조(提調)                        | 제조(提調)                        | 2명  | 1명은 호조판서 겸직 |
| 정2품      | 제조(提調)                        | 제조(提調)                        | 2명  | 1명은 호조판서 겸직 |
| 종2품      | 제조(提調)                        | 제조(提調)                        | 2명  | 1명은 호조판서 겸직 |
| 정3품 당상 | 제조(提調)                        | 제조(提調)                        | 2명  | 1명은 호조판서 겸직 |
| 정3품 당하 |                                   |                                   |      |                     |
| 종3품      | 부정(副正)                        | 부정(副正)                        | 1명  |                     |
| 정4품      |                                   |                                   |      |                     |
| 종4품      |                                   |                                   |      |                     |
| 정5품      |                                   |                                   |      |                     |
| 종5품      |                                   |                                   |      |                     |
| 정6품      |                                   |                                   |      |                     |
| 종6품      | 주부(主簿)                        | 주부(主簿)                        | 1명  |                     |
| 정7품      |                                   |                                   |      |                     |
| 종7품      |                                   |                                   |      |                     |
| 정8품      |                                   |                                   |      |                     |
| 종8품      |                                   |                                   |      |                     |
| 정9품      | 부봉사(副奉事)                    | 부봉사(副奉事)                    | 1명  |                     |
| 종9품      | 감역관(監役官) 가감역관(假監役官) | 감역관(監役官) 가감역관(假監役官) | 3명  |                     |